# Nebris (zoologia)
Nebris Cuvier, 1830 è un genere di pesci ossei appartenenti alla famiglia Sciaenidae.

## Etimologia
Il nome scientifico del genere deriva dalla parola greca nebris, che indicava la pelle del cerbiatto.

## Descrizione
Entrambe le specie presentano un corpo allungato, piuttosto compresso ai fianchi, con profilo dorsale e ventrale poco arcuati, pinne arrotondate, pinna dorsale bassa e lunga. La livrea sebbene diversa, presenta un dorso più scuro, macchiato e marezzato di bruno, e un ventre e fianchi bianco argentei. La lunghezza massima si attesta sui 40 cm per Nebris microps e sui 60 cm per N. occidentalis. 

## Tassonomia
Il genere comprende due specie:
- Nebris microps Cuvier, 1830 - diffusa nell'Atlantico occidentale, dalla Colombia al Brasile[1]
- Nebris occidentalis Vaillant, 1897 - diffusa nel Pacifico occidentale, dal Guatemala al Perù [2]